# Medfra
Medfra est une localité d'Alaska aux États-Unis dans la Région de recensement de Yukon-Koyukuk. Elle est située sur la rive nord de la rivière Kuskokwim à environ 31 milles (50 km) au nord-ouest de Nikolai.
Le village a d'abord été un camp saisonnier pour les habitants, jusqu'à l'arrivée des Européens. Au début du XXe siècle, un débarcadère y fut installé, ainsi qu'un comptoir commercial. La poste a été ouverte de 1922 à 1955.